# Восстание шейха Ахмада Мадани
Восстание шейха Ахмада Мадани – восстание, начавшееся в январе 1730 года в регионе Гармсират Ирана и продолжавшееся до мая 1734 года. Было направлено против Сефевидской империи, началось в один период с изгнанием афганцев с территорий империи и закончилось с пленением шейха Ахмада Мадани. После пленения Мадани восстание ослабло, однако длилось ещё некоторое время. Было окончательно подавлено в середине июня.

## Исторический фон
После завоевания Исфахана династия Сефевидов была свергнута, и командующий из рода Хотаки Мир Махмуд объявил себя шахом. Однако новая власть не контролировала всю территорию империи. Сначала были подчинены населённые пункты вокруг Исфахана, затем были захвачены территории в Ираги-Аджаме. Лишь после этого они начали расширяться на юг. Сначала они подчинили арабского деребека Гаджи Багера, который правил регионом Шехреза. Затем 28 июля был взят в окружение Шираз. В апреле 1724 года он был захвачен. Покорение
Шираза позволило афганцам укрепить свою власть на более обширных территориях на юге. В июне 1724 года афганцы захватили Лар, а 3 ноября – Бендер-Аббас. Афганцы во время этих завоеваний контролировали лишь большие города. Виллем Флор в своей книге «The Rise and Fall of Nader Shah: Dutch East India Company Reports, 1730-1747» писал:
В 1726-1730 годах афганцы не были абсолютными хозяевами Ларистана и Гамсирата. В действительности, жители этих регионов порабощались либо
при наличии в городе сильного гарнизона, либо при отправке армии для покорения того или иного села. В октябре 1729 года афганский правитель Лара Неда-хан потерпел ряд неудач при выполнении задачи захватить Сулгарин из-за отсутствия артиллерии. Он также встретил сопротивление в селении Гхейст. Неда-хан в финансовом и техническом плане опирался на
местных суннитских феодальных правителей.
3 июня 1725 года просефевидские силы вернули Лар (несмотря на то, что афганцы поддерживали свое присутствие на близлежащих территориях). 10 июня от афганцев был освобождён и Бендер-Аббас. В 1726 году большую угрозу для афганцев начал представлять поход шаха Ахмада Мараши, сефевидского принца. Однако в конце 1727 года афганцы предприняли контратаку и 20 декабря вошли в Бендер-Аббас. Этим регионом правил шах Ахмад с октября 1727 года. Так, в 1728 году деятельность шаха Ахмада Мараши был положен конец, а чуть позже он был казнён. 16 декабря 1729 года Бендер-Аббас был отбит войсками Сефевидов. Через несколько дней афганцы смогли отбить город. 9 января 1730 года афганский губернатор Бендер-Аббаса бежал в Шираз, а 15 января 1730 года афганская армия была разгромлена армией Сефевидов в битве при Заргане. Различные группы афганцев бежали в Лар, а тех, кто не смог спастись, казнили в окрестных деревнях. Группа афганских воинов укрылась у прибрежных арабов.

## Восстание
Восстание возникло в результате восстановления сефевидского престола в 1729 году. Большинство потерпевших поражение афганских воинов Хотаки вместо того, чтобы отправиться в далёкий Кирман, прибыли в Гармсиратскую провинцию. Главы местных арабских племён обеспечили им убежище для того чтобы те помогли им стать независимыми. Одной из причин желания стать независимыми были высокие налоговые сборы. Многие арабские племена присоединились к восстанию. Армии Сефевидов, посланные для
подавления восстания, не могли добиться цели из-за недостатка военно-морского потенциала.
Из писем голландской ост-индийской компании становится очевидным, что шейх Ахмад Мадани получал прибыль с провинций между Ларом и Ширазом. Осенью 1730 года Мухаммадали-хан несколько раз сумел победить мятежников. Он отвергал все предложения о мире, так как хотел полностью подавить мятеж. Но Мухаммадали-хан потерпел в этом неудачу. Затем шейх Ахмад вновь захватил Лар и осадил крепость. Однако он потерпел неудачу и был побеждён. Несмотря на это, шейх продолжал представлять угрозу сефевидских силам в регионе.
В 1732 году Мухаммед-хан Белудж во главе 12-тысячного войска был послан подавить восстание. Однако он, не вступая в бой с повстанцами, занялся личной враждой с наместником Джахрома. Осенью 1733 года Мухаммед-хан Белудж по наущению шейха Ахмада Мадани сам поднял восстание против Надира. Это стало последней каплей в чаше терпения Надира, которого беспокоила ситуация в регионе. Он лично возглавил поход туда. Надир получал поддержку голландских и английских сил. В мае 1734 года был захвачен Мараг, оплот шейха Ахмада, и он сам попал в плен. В середине июня 1734 года поход против мятежников был успешно завершён. Часть сторонников Белуджа и Мадани перебралась в Киш и продолжила там мятеж. Но вскоре их сопротивление было полностью подавлено.

## Итоги
Восстание было полностью подавлено, предводители мятежников казнены. В Южном Иране было восстановлено правление Сефевидов.